# ポール・ブレイズデル
ポール・ブレイズデル（Paul Blaisdell, 1927年7月21日 - 1983年7月10日）は、アメリカの視覚効果アーティスト。1950年代にB級映画の帝王ロジャー・コーマンなどと組んで、特徴的なクリーチャーを数多く生み出した。

## 略歴
ブレイズデルは、1927年にロードアイランド州のニューポート市で生まれ、マサチューセッツ州のクインシー市で育った。幼少期からスケッチや工作を得意としていた。ボストンのサフォーク大学にあるen:New England School of Art and Designで学び卒業すると、彼は結婚しカリフォルニアに移住した。その後も彼は、ダグラス・エアクラフト社に勤めながら、"Spaceways"、"Otherworlds."というSF雑誌に自分の作品を投稿し続けた。程なくして、編集者、ライターのフォレスト・J・アッカーマンと出会い、彼はブレイズデルの版権代理人となった。
1955年に、アッカーマンの仲介でロジャー・コーマンと出会ったブレイズデルは、さっそく『百万の眼を持つ刺客』という低予算映画の怪物の製作を依頼された。その後、いくつかのB級映画の怪物の製作を経て、彼は「早くて安上がりに」デザインできるという評判を得るに至った。またいくつかのケースでは、彼は自分自身でその怪物の着ぐるみに入って演技した。
しかし数年後には、彼は映画の仕事に幻滅し映画界を引退した。1983年に、ブレイズデルはカリフォルニアで胃がんによって亡くなった。55歳だった。

## フィルモグラフィー
| 公開年 | 邦題/原題                                                    | 監督                       | 解説 |
| ------ | ------------------------------------------------------------ | -------------------------- | --- |
| 1955   | 百万の眼を持つ刺客 en:The Beast with a Million Eyes          | ロジャー・コーマン（実質） | エイリアン『リトル・ハーキュリーズ』の造形を担当。ブレイズデルはわずか400ドルの予算でこれを作り上げた。ポスターには複数の眼を持つ猫のようなエイリアンが描かれていたが、映画に実際に登場するクリーチャーの眼は、予算の関係で2つだけである。ブレイズデルはリキッドラバーと粘土で70センチほどのパペットを作ったものの、プロデューサーの意向で敢えて映らないように撮影したため、画面上で姿をはっきりと見ることが出来ない。 |
| 1955   | 原子怪獣と裸女 en:Day the World Ended                        | ロジャー・コーマン         | 人間が放射能によって変身した、不気味な三つ眼の怪物を造形した。手足には長いかぎ爪を持ち、また肩からはもう一対の腕が生えている。着ぐるみで作成し、ブレイズデル自身が中に入って演技した。 |
| 1956   | 金星人地球を征服 en:It Conquered the World                   | ロジャー・コーマン         | 有名な『金星ガニ』の造形を担当。手足は紐で操れるようになっており、ブレイズデル自身が中に入って操演も行った。最初の造形は主演女優から迫力がないと指摘され、急遽特徴的な三角錐を付けたという。 |
| 1956   | 海獣の霊を呼ぶ女 en:The She-Creature                         | エドワード・L・カーン      | 女性の怪物『海獣』の造形を担当。全身がうろこに覆われ、触角やヒレをもった半魚人状のクリーチャーで、女性らしく胸を強調したデザインだった。ブレイズデルは着ぐるみに入って演技も行ったが、発泡スチロールを貼り付けたこの着ぐるみでは、海から上陸するシーンを撮影出来なかった。 |
| 1957   | 暗闇の悪魔 大頭人の襲来 en:Invasion of the Saucer Men        | エドワード・L・カーン      | 非常に特徴的なエイリアンの造形と、宇宙船の殊効果を担当。エイリアンの着ぐるみは各々皮膚の濃さが異なるものが複数作成され、ハリウッドの小人俳優が入って演技した。 |
| 1957   | 女黄金鬼 en:Voodoo Woman                                     | エドワード・L・カーン      | ひび割れた皮膚や死体のような青ざめた顔にボサボザの髪が特徴的な『女黄金鬼』の着ぐるみは、『海獣』を改造したものである。同じく彼が着ぐるみに入って演技した。 |
| 1957   | 悪魔と魔女の世界 en:The Undead                               | ロジャー・コーマン         | 死体の役で出演。撮影が『女黄金鬼』と同じセット（廃業したスーパーマーケット）で同時期に行われたためと思われる。 |
| 1957   | 戦慄!プルトニウム人間 en:The Amazing Colossal Man            | バート・I・ゴードン        | 巨人と対比する極小サイズの小道具を制作。バート・I・ゴードンが関わる前よりプロジェクトに参加していた。 |
| 1957   | en:Cat Girl                                                  | アルフレッド・ショーネシー | 米国公開版のみに登場する猫の怪物を担当。ただし使われたのはほんの数秒に過ぎずブレイズデルは落胆したという。 |
| 1957   | en:Not of This Earth                                         | ロジャー・コーマン         | 特殊撮影を担当。 |
| 1957   | en:Dragstrip Girl                                            | エドワード・L・カーン      | 出演。 |
| 1957   | en:Motorcycle Gang                                           | エドワード・L・カーン      | 村人の役で出演。 |
| 1958   | 恐怖の火星探検 en:It! The Terror from Beyond Space           | エドワード・L・カーン      | 怪物の造形を担当。隆々とした筋肉と毛のない革に覆われたヒューマノイド。大きすぎる手袋に三本のかぎ爪のついた指が特徴 |
| 1958   | 人間人形の逆襲 en:Attack of the Puppet People                | バート・I・ゴードン        | 縮小された人間用の巨大なセットを製作。 |
| 1958   | 巨人獣 en:War of the Colossal Beast                          | バート・I・ゴードン        | 「戦慄!プルトニウム人間」のフッテージが流用されている。 |
| 1958   | 吸血原子蜘蛛 en:Earth vs. the Spider                         | バート・I・ゴードン        | 特殊撮影を担当。蜘蛛は実物のタランチュラを画面に合成したものであるが、合成は稚拙で、シーンによって蜘蛛のスケールが異なる。 |
| 1958   | 宇宙から来たティーンエイジャー en:Teenagers from Outer Space | トム・グリーフ             | 『宇宙怪獣ガーゴン（ガルゴン）』の造形を担当。ガーゴンはエビかザリガニのような姿で、瓶から出ると巨大化するのだが、ペラペラの影絵のようにしか見えない稚拙な特撮だった。 |
| 1958   | en:Invisible Invaders                                        | エドワード・L・カーン      | 『恐怖の火星探検』のモンスタースーツを流用 |
| 1958   | en:Ghost of Dragstrip Hollow                                 | ウィリアム・ホール         | 『大頭人』や『海獣』の着ぐるみが登場。但し偽モンスター（老人が若者に一泡吹かせるための）としてである。ブレイズデルはスーツアクターも。 |